# Palpimanus gibbulus
Palpimanus gibbulus is een spinnensoort uit de familie Palpimanidae. De soort komt voor in het Middellandse Zeegebied en Centraal-Azië. De spin heeft een zwart kopborststuk. Het achterlijf is rozerood gekleurd. De poten zijn oranje. Het voorste paar is dikker en langer en is donkerrood van kleur. Deze 'palppoten' zijn bij de mannetjes langer dan de ander. Ze leven in de strooisellaag of onder stenen. 